# C1orf210
C1orf210 (англ. Chromosome 1 open reading frame 210) – білок, який кодується однойменним геном, розташованим у людей на 1-й хромосомі. Довжина поліпептидного ланцюга білка становить 113 амінокислот, а молекулярна маса — 12 024.
| 10         |  | 20         |  | 30         |  | 40         |  | 50         |
| ---------- |  | ---------- |  | ---------- |  | ---------- |  | ---------- |
| MNETNKTLVG |  | PSELPTASAV |  | APGPGTGARA |  | WPVLVGFVLG |  | AVVLSLLIAL |
| AAKCHLCRRY |  | HASYRHRPLP |  | ETGRGGRPQV |  | AEDEDDDGFI |  | EDNYIQPGTG |
| ELGTEGSRDH |  | FSL        |  |            |  |            |  |            |

A: Аланін

C: Цистеїн

D: Аспарагінова кислота

E: Глутамінова кислота

F: Фенілаланін

G: Гліцин

H: Гістидин

I: Ізолейцин

K: Лізин

L: Лейцин

M: Метіонін

N: Аспарагін

P: Пролін

Q: Глутамін

R: Аргінін

S: Серин

T: Треонін

V: Валін

W: Триптофан

Локалізований у клітинній мембрані, мембрані, ендосомах.